# 阿列克謝·薩夫拉森科
阿列克謝·迪米特里耶维奇·薩夫拉森科（俄语：Алексей Дмитриевич Саврасенко，1979年2月28日—），俄羅斯籃球運動員。他參加效力於VTB籃球聯賽球隊庫班火車頭籃球俱樂部。他也代表俄羅斯國家籃球隊參賽。